# Мећава (презиме)
Мећава је српско презиме. Највише га има у Босни и Херцеговини и Хрватској.
Огромна већина носилаца презимена су православци (Српска православна црква) и изјашњавају се као Срби, мада има и католика (Хрвата) са презименом. Већина православних одржава славе Светог Ђорђа (Ђурђевдан).
Може се односити на следеће људе:
- Миле Мећава (1915—1942) учесник НОБ и народни херој Југославије
- Петар Мећава (1914—1944) учесник НОБ и народни херој Југославије